# Đẳng cấu nhóm
Trong đại số trừu tượng, đẳng cấu nhóm là hàm thiết lập quan hệ tương ứng một-một giữa hai nhóm trong đó vẫn bảo toàn được phép toán nhóm. Nếu tồn tại đẳng cấu giữa hai nhóm, thì hai nhóm đó được gọi là đẳng cấu cùng nhau. Từ góc nhìn của lý thuyết nhóm, các nhóm đẳng cấu cùng nhau có chung tính chất và không cần phải phân biệt.

## Định nghĩa và ký hiệu
Cho hai nhóm {\displaystyle (G,*)} và {\displaystyle (H,\odot ),} một đẳng cấu nhóm từ {\displaystyle (G,*)} tới {\displaystyle (H,\odot )} là một đồng cấu nhóm có tính song ánh từ {\displaystyle G} đến {\displaystyle H.} Nói rõ ra, đẳng cấu nhóm là một song ánh {\displaystyle f:G\to H} sao cho với mọi {\displaystyle u} và {\displaystyle v} thuộc {\displaystyle G} đẳng thức sau được thỏa mãn
{\displaystyle f(u*v)=f(u)\odot f(v).}
Hai nhóm {\displaystyle (G,*)} và {\displaystyle (H,\odot )} đẳng cấu với nhau nếu tồn tại đẳng cấu giữa chúng. Khi đó ta thường ký hiệu là
{\displaystyle (G,*)\cong (H,\odot ).}
Để gọn hơn, ta thường loại bỏ dấu ngoặc và phép toán của mỗi nhóm
{\displaystyle G\cong H.}
Đôi khi, ta có thể viết là {\displaystyle G=H.} Song khi nào viết được như vậy mà không gây khó hiểu dựa vào bối cảnh bài viết. Lấy ví dụ, dấu bằng không nên dùng khi hai nhóm đều là nhóm con của một nhóm nào đó.
Ngược lại, khi cho nhóm {\displaystyle (G,*),} và tập {\displaystyle H,} cùng với song ánh {\displaystyle f:G\to H,} ta có thể tạo nhóm {\displaystyle H} {\displaystyle (H,\odot )} bằng cách định nghĩa
{\displaystyle f(u)\odot f(v)=f(u*v).}
Nếu {\displaystyle H=G} và {\displaystyle \odot =*} thì song ánh này trở thành tự đẳng cấu.
Theo trực giác, các nhà lý thuyết nhóm thường xem hai nhóm đẳng cấu với nhau như sau: với mọi phần tử {\displaystyle g} thuộc nhóm {\displaystyle G,} tồn tại phần tử {\displaystyle h} thuộc {\displaystyle H} sao cho {\displaystyle h} "hoạt động hệt như" {\displaystyle g} (có nghĩa là {\displaystyle h} có các phép toán giống hệt với {\displaystyle g}). Ví dụ chẳng hạn, nếu {\displaystyle g} sinh {\displaystyle G,} thì phần tử {\displaystyle h} cũng vậy với nhóm {\displaystyle H}.
Đẳng cấu nhóm có thể định nghĩa tương đương là một đồng cấu nhóm khả nghịch (nghịch đảo của một đồng cấu nhóm song ánh cũng là đồng cấu nhóm]].

## Các ví dụ
- Nhóm của tất cả số thực dưới phép cộng, {\displaystyle (\mathbb {R} ,+)}, đẳng cấu với nhóm số thực dương dưới phép nhân {\displaystyle (\mathbb {R} ^{+},\times )}:
{\displaystyle (\mathbb {R} ,+)\cong (\mathbb {R} ^{+},\times )} qua đẳng cấu {\displaystyle f(x)=e^{x}}.
- Nhóm {\displaystyle \mathbb {Z} } của các số nguyên với phép cộng là nhóm con của {\displaystyle \mathbb {R} ,}. Nhóm thương {\displaystyle \mathbb {R} /\mathbb {Z} } đẳng cấu với nhóm {\displaystyle S^{1}} của các số phức có giá trị tuyệt đối bằng 1 (dưới phép nhân):
{\displaystyle \mathbb {R} /\mathbb {Z} \cong S^{1}}
- Nhóm tứ Klein đẳng cấu với tích trực tiếp của hai nhóm {\displaystyle \mathbb {Z} _{2}=\mathbb {Z} /2\mathbb {Z} }, hay được viết là {\displaystyle \mathbb {Z} _{2}\times \mathbb {Z} _{2}.} Một ký hiệu khác là {\displaystyle \operatorname {Dih} _{2},} bởi nó là nhóm nhị diện.
- Tổng quát lại, với mọi {\displaystyle n} lẻ, {\displaystyle \operatorname {Dih} _{2n}} đẳng cấu với tích trực tiếp của {\displaystyle \operatorname {Dih} _{n}} và {\displaystyle \mathbb {Z} _{2}.}
- Nếu {\displaystyle (G,*)} là nhóm cyclic vô hạn, thì {\displaystyle (G,*)} đẳng cấu với nhóm các số nguyên cùng phép cộng. Từ góc nhìn đại số, điều này có nghĩa tập các số nguyên cùng phép cộng là nhóm cyclic vô hạn "duy nhất".

Một số cặp nhóm có thể được chứng minh đẳng cấu với nhau, dựa trên tiên đề chọn, Song bài chứng minh sẽ không chỉ ra cách xây một đẳng cấu cụ thể. Các ví dụ bao gồm:
- Nhóm {\displaystyle (\mathbb {R} ,+)} đẳng cấu với nhóm {\displaystyle (\mathbb {C} ,+)} của các số phức dưới phép cộng.[1]
- Nhóm {\displaystyle (\mathbb {C} ^{*},\cdot )} của các số phức khác không với phép nhân đẳng cấu với nhóm {\displaystyle S^{1}} kể trên trong ví dụ.

## Các tính chất
Nhân của đẳng cấu từ {\displaystyle (G,*)} đến {\displaystyle (H,\odot )} luôn là {eG}, trong đó eG là phần tử trung hòa của nhóm {\displaystyle (G,*)}
Nếu {\displaystyle (G,*)} và {\displaystyle (H,\odot )} đẳng cấu với nhau, thì {\displaystyle G} là nhóm Abel khi và chỉ khi {\displaystyle H} là nhóm Abel.
Nếu {\displaystyle f} là đẳng cấu từ {\displaystyle (G,*)} đến {\displaystyle (H,\odot ),} thì với bất kỳ {\displaystyle a\in G} , cấp của {\displaystyle a} bằng với cấp của {\displaystyle f(a).}
Nếu {\displaystyle (G,*)} và {\displaystyle (H,\odot )} đẳng cấu với nhau , thì {\displaystyle (G,*)} là nhóm hữu hạn địa phương khi và chỉ khi {\displaystyle (H,\odot )} cũng hữu hạn địa phương.
Số các nhóm phân biệt (xê xích đẳng cấu) có cấp {\displaystyle n} được cho bởi dãy số A000001 trong OEIS. Các giá trị đầu tiên là 0, 1, 1, 1 và 2 nghĩa là 4 là cấp nhỏ nhất có hai nhóm phân biệt.

## Nhóm cyclic
Tất cả các nhóm cyclic cấp n đẳng cấu với {\displaystyle (\mathbb {Z} _{n},+_{n}),} trong đó {\displaystyle +_{n}} ký hiệu phép cộng mô đun {\displaystyle n.}
Đặt {\displaystyle G} là nhóm cyclic và {\displaystyle n} là cấp của {\displaystyle G.} Gọi {\displaystyle x} là phần tử sinh của {\displaystyle G}, {\displaystyle G} khi đó bằng với {\displaystyle \langle x\rangle =\left\{e,x,\ldots ,x^{n-1}\right\}.} 
Ta sẽ chứng minh rằng
{\displaystyle G\cong (\mathbb {Z} _{n},+_{n}).}
Định nghĩa
{\displaystyle \varphi :G\to \mathbb {Z} _{n}=\{0,1,\ldots ,n-1\},} sao cho {\displaystyle \varphi (x^{a})=a.}
Dễ thấy {\displaystyle \varphi } có tính song ánh và
{\displaystyle \varphi (x^{a}\cdot x^{b})=\varphi (x^{a+b})=a+b=\varphi (x^{a})+_{n}\varphi (x^{b}),}
từ đó chứng minh được {\displaystyle G\cong (\mathbb {Z} _{n},+_{n}).}

## Hệ quả
Từ định nghĩa, ta sẽ chứng minh được {\displaystyle f:G\to H} sẽ ánh xạ phần tử trung hòa của {\displaystyle G} sang phần tử trung hòa của {\displaystyle H,}
{\displaystyle f(e_{G})=e_{H},}
và nghịch đảo sang nghịch đảo
{\displaystyle f(u^{-1})=f(u)^{-1}\quad {\text{ với mọi }}u\in G,}
tổng quát hơn, từ lũy thừa bậc n sang lũy thừa bậc n,
{\displaystyle f(u^{n})=f(u)^{n}\quad {\text{ với mọi }}u\in G,}
và ánh xạ nghịch {\displaystyle f^{-1}:H\to G} cũng là đồng cấu nhóm.
Quan hệ "đẳng cấu với" là quan hệ tương đương. Nếu {\displaystyle f} là đẳng cấu nhóm giữa hai nhóm {\displaystyle G} và {\displaystyle H,} thì bất cứ cái gì đúng về cấu trúc của nhóm {\displaystyle G} cũng đúng với cấu trúc của nhóm {\displaystyle H} thông qua {\displaystyle f} và ngược lại.

## Tự đẳng cấu nhóm
Một đẳng cấu nhóm {\displaystyle (G,*)} sang chính nó được gọi là tự đẳng cấu của nhóm. Do vậy, nó là song ánh {\displaystyle f:G\to G} sao cho
{\displaystyle f(u)*f(v)=f(u*v).}
Ảnh dưới tự đẳng cấu của lớp liên hợp luôn là lớp liên hợp.
Hợp của hai tự đẳng cấu cũng là tự đẳng cấu, do đó với phép hợp là phép toán nhóm, tập các tự đẳng cấu của một nhóm lập thành nhóm các tự đẳng cấu của nhóm {\displaystyle G,} ký hiệu bởi {\displaystyle \operatorname {Aut} (G),}, hay được gọi là nhóm tự đẳng cấu của {\displaystyle G.}